# Grenzgipfel
El Grenzgipfel (4.618 msnm) és un cim secundari de la Punta Dufour, al massís del Mont Rosa, als Alps Penins. Es troba a la línia fronterera entre Itàlia i Suïssa, entre les comunes de Macugnaga i Zermatt. En alemany el seu nom significa cim fronterer.
El Grenzgipfel és el cim més alt del vessant italià del massís del Mont Rosa i el punt més elevat de la frontera entre Itàlia i Suïssa. Alhora és el punt culminant de la regió italiana del Piemont, tot i que en no ser considerant un cim principal aquest honor queda per la Punta Nordend.